# ده‌سر
ده‌سر، روستایی از توابع بخش لشت نشا شهرستان رشت در استان گیلان در ایران است.

## جمعیت
این روستا در دهستان جیرهنده لشت نشا قرار دارد و براساس سرشماری مرکز آمار ایران در سال ۱۳۸۵، جمعیت آن ۲۴۹ نفر (۶۹خانوار) بوده است.